# Lingua grebo
Il grebo è una macro-lingua appartenente al ramo delle Lingue kru della famiglia linguistica niger-kordofaniana, parlato in Liberia. Tutte le lingue del gruppo Grebo, vengono comunemente denominate col termine Grebo.

## Collocazione geografica
Il territorio Grebo si trova nell'estremo sud-ovest della Liberia, lungo la costa e nell'interno, tra i fiumi Cavally e Cess.

## Lingua tonale
Come in altre lingue Kru, il tono è estremamente importante. Ad esempio, né con un tono alto (o medio-alto) è il pronome della prima persona singolare: "Io", mentre nè, con un tono basso significa "tu".

## Classificazione interna
Secondo Ethnologue.com, la macro-lingua Grebo è formata da cinque lingue:
[tra parentesi il codice linguistico internazionale]
- Grebo
  - Grebo, Barclayville [gry]
  - Grebo centrale [grv]
  - Grebo, Gboloo [gec]
  - Grebo settentrionale [gbo]
  - Grebo meridionale [grj]

### Grebo, Barclayville
Parlato da 23.700 individui; ha due dialetti: Kplebo e Wedebo.

### Grebo centrale
Parlato da 30.800 individui; ha cinque dialetti: Borobo, Dorobo, Globo, Nyenebo e Trembo.

### Grebo, Gboloo
Parlato da 64.400 individui; ha cinque dialetti: Biabo, Dediebo, Gederobo, Nyanoun e Tuobo.

### Grebo settentrionale
Parlato da 84.500 individui; ha nove dialetti: Chedepo, E Je, Fopo-Bua, Gbepo, Jedepo, Klepo, Grebo nord-orientale, Palipo e Tienpo.

### Grebo meridionale
Parlato da 61.600 persone; ha quattro dialetti: Glebo , Jabo, Nyabo e Wrelpo.